# Кам'янське (Василівський район)
Кам'янське́ (до 1945 — Янчекрак) — село в Україні, у Василівській міській громаді Василівського району Запорізької області. Населення становило близько 2 тисяч осіб (2001).

## Географія
Село Кам'янське розташоване на березі річки Янчекрак, в місці впадання її в Каховське водосховище, вище за течією на відстані 1,5 км розташоване село Лобкове, вище за течією Каховського водосховища примикає село Плавні. Через село пролягає автошлях міжнародного значення М18 E105. Поруч проходить залізниця, станція Плавні за 1 км. У селі балка Норова впадає у річку Янчекрак.

## Природа
Місцевість навколо села являє собою безлісу рівнину, пересічену ярами та пагорбами. Ґрунти чорноземні, родючі. Є корисні копалини: марганцеві руди, пісок, глина, вапняки. Неподалік від Кам'янського розкопано 2 скіфські кургани (IV ст. до н. е.). У 1906 році тут знайдено золоті і срібні речі, т. зв. янчекрацький скарб.

## Населення

### Мова
Розподіл населення за рідною мовою за даними перепису 2001 року:
| Мова            | Кількість | Відсоток |
| --------------- | --------- | -------- |
| українська      | 2308      | 87,46 %  |
| російська       | 320       | 12,13 %  |
| вірменська      | 5         | 0,19 %   |
| білоруська      | 2         | 0,08 %   |
| циганська       | 1         | 0,03 %   |
| болгарська      | 1         | 0.03 %   |
| інші/не вказали | 2         | 0,08%    |
| Всього          | 2639      | 100 %    |

## Історія
Село засноване у 1790-х роках XVIII століття на місці колишнього козацького зимівника вихідцями з села Петрівки Херсонської губернії. Так само як і річка, воно стало називатися Янчекраком. Невдовзі його жителі потрапили в кріпацьку залежність від поміщика Попова, якому Катерина II подарувала навколишні землі разом з населеними пунктами. Наприкінці XVIII — початку XIX століть він переселив сюди кріпаків із своїх чернігівських та полтавських маєтків. Крім того, тут осідали селяни-втікачі з Полтавської та Катеринославської губерній. Село швидко зростало. У 1838 році в ньому мешкало вже близько 1 000 осіб.
Станом на 1886 рік у селі Василівської волості Мелітопольського повіту Таврійської губернії мешкало 2020 осіб, налічувався 361 двір, існували школа та 2 лавки. В період Столипінської реформи 1906—1912 рр. вихідці з села заснували в 1909 р. с. Трохимівку (висілок № 15) в Агайманській волості.
Напередодні Першої світової війни в селі налічувалось 635 домогосподарств, 4778 мешканців, у тому числі 2710 чоловіків.
Під час організованого радянською владою Голодомору 1932—1933 років загинуло щонайменше 371 житель села.
У ніч на 13 березня 2015 року у селі було завалено пам'ятник Леніну.
12 червня 2020 року, відповідно до розпорядження Кабінету Міністрів України від № 713-р «Про визначення адміністративних центрів та затвердження територій територіальних громад Запорізької області», село увійшло до складу Василівської міської громади.
19 липня 2020 року, в результаті адміністративно-територіальної реформи та ліквідації колишнього Василівського району (1923—2020), село увійшло до складу новоутвореного Василівського району.
В ході повномасштабного російського вторгнення село знищено російськими загарбниками, за яке точаться запеклі бої.
12 липня 2025 року МіГ-29 Збройних сил України двома високоточними авіабомбами GBU-62 (з JDAM-ER) знищив автомобільний міст через річку Карачокрак у тимчасово окупованій Василівці російськими загарбниками. Автомобільний міст був ключовою ланкою постачання окупаційного угруповання біля села Кам'янське. Авіаудар став можливим після знищення систем ППО РФ, зокрема ЗРК «Бук».
30 липня 2025 року населений пункт було окуповано ЗС РФ. 

## Економіка
- Кам'янський Райхарчкомбінат.
- «Агро-Вест», ТОВ.
- «Приват-Агро», ТОВ.

## Об'єкти соціальної сфери
- Школа.
- Кам'янська спеціалізована загальноосвітня школа-інтернат для слабочуючих дітей.

## Персоналії
- Ольга Ліщук (нар. 1966) — українська письменниця, композиторка, член НСПУ.
- Ясько Іван Миколайович (1989—2024) — солдат Збройних сил України, учасник російсько-української війни[8].